# Nevermind (Nirvana)
Nevermind è il secondo album in studio del gruppo musicale statunitense Nirvana, pubblicato il 24 settembre 1991 dalla Geffen Records.

## Descrizione
Nevermind è ritenuto uno degli album fondamentali degli anni novanta e della storia del rock in generale. Venne classificato alla posizione 17 della lista dei 500 migliori album secondo Rolling Stone e alla terza posizione nella classifica dei 100 migliori album di sempre stilata dalla rivista britannica Q. Nel 2005 Nevermind è stato inserito nella National Recording Registry dalla Biblioteca del Congresso degli Stati Uniti d'America.
A dispetto delle basse aspettative commerciali del gruppo e della casa discografica (obiettivo dichiarato della Geffen era quello di raggiungere le 250 000 copie vendute, per poter eguagliare Goo, l'album dei Sonic Youth pubblicato l'anno precedente), Nevermind divenne un enorme successo alla fine del 1991, soprattutto grazie alla popolarità acquisita dal primo singolo estratto da esso, Smells Like Teen Spirit. Nel gennaio 1992, il disco riuscì a spodestare Dangerous di Michael Jackson dalla vetta della classifica statunitense Billboard 200. L'album produsse inoltre altri tre singoli di successo: Come as You Are, Lithium e In Bloom. La Recording Industry Association of America ha certificato l'album disco di diamante (più di 13 milioni di copie vendute), e si stima che abbia venduto nel complesso circa più di 24 milioni di copie nel mondo (dati aggiornati al 2008). Con cifre come queste, Nevermind divenne il disco di maggior successo commerciale del gruppo di Seattle. Unanimemente considerato l'apice della produzione artistica del gruppo e di tutto il genere grunge, è annoverato tra i migliori album discografici di ogni epoca ed ebbe tra i suoi meriti quello di aumentare la popolarità del rock alternativo.
Nevermind fu il primo album registrato dai Nirvana per la Geffen Records e con Dave Grohl alla batteria. La tecnica compositiva alla base di questo lavoro è piuttosto omogenea: l'utilizzo di melodie pop, di immediato appeal, ma affiancate da sonorità e linee vocali aggressive, quasi punk; l'utilizzo della forma canzone "classica" (strofa-ritornello-strofa-ritornello); un lavoro di produzione musicale apparentemente molto semplice, ma in realtà molto ricercato, e non ultima la poderosa campagna promozionale e la produzione di videoclip promozionali estremamente azzeccati sono alcuni fra i fattori che contribuirono al successo planetario di questo lavoro.
In realtà gli elementi citati non possono essere considerati del tutto originali: altri gruppi come gli Hüsker Dü e, soprattutto, i Pixies avevano esplorato questi territori musicali diversi anni prima, senza tuttavia nemmeno avvicinarsi al successo di pubblico del secondo album dei Nirvana. Lo stesso Cobain dichiarò spesso di essere ben consapevole di non potersi definire il primo autore ad aver fatto ricorso al pop per rendere maggiormente brillanti le sonorità punk: citò infatti proprio Surfer Rosa dei Pixies come fonte di ispirazione. Punto di svolta fu il singolo Sliver, pubblicato su etichetta Sub Pop nel 1990 (prima che Grohl si unisse al gruppo), del quale Cobain disse:

## Registrazione e produzione

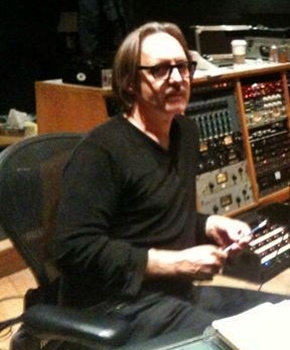
I Nirvana ingaggiarono il produttore Butch Vig dietro suggerimento della loro ex casa discografica Sub Pop Records

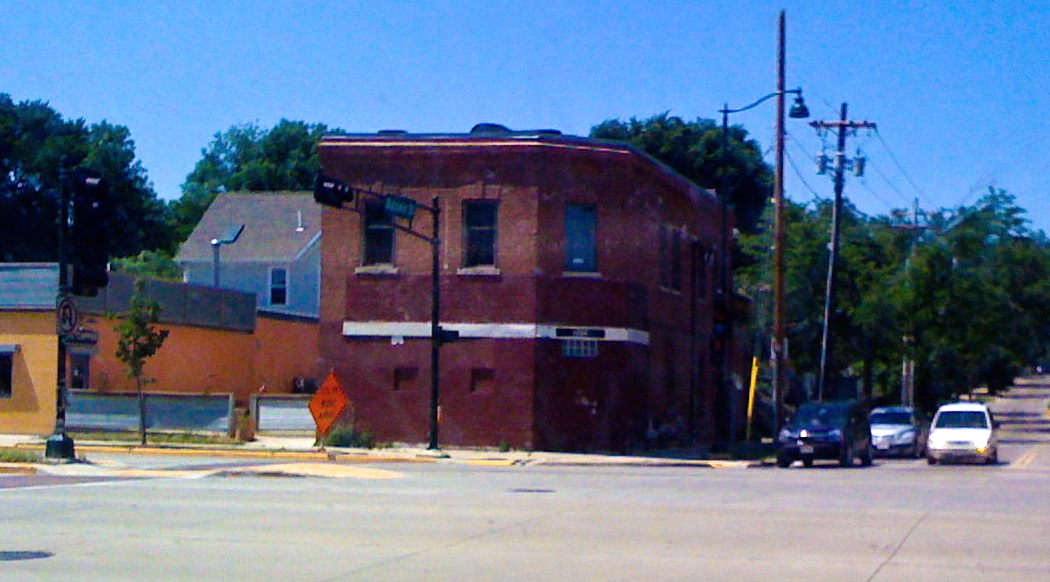
Gli Smart Studios, Madison, Wisconsin

All'inizio del 1990, i Nirvana iniziarono la lavorazione del loro secondo album su etichetta Sub Pop, provvisoriamente intitolato Sheep. Per l'album, il proprietario della Sub Pop Bruce Pavitt suggerì il nome di Butch Vig come potenziale produttore discografico. Ai componenti del gruppo era particolarmente piaciuto il lavoro svolto da Vig con i Killdozer, tanto che gli telefonarono dicendogli «vogliamo che il nostro disco suoni pesante come quell'album». Nell'aprile 1990, il gruppo si recò a trovare Vig agli Smart Studios di Madison, Wisconsin, per iniziare le prove del nuovo album. La maggior parte degli arrangiamenti base dei pezzi era già completa all'epoca, ma Cobain stava ancora lavorando ai testi delle canzoni e non erano ancora stati definiti i brani che sarebbero finiti su disco. Alla fine, furono registrate otto tracce: Imodium (successivamente ribattezzata Breed), Dive (poi pubblicata su singolo come B-side di Sliver), In Bloom, Pay to Play (rinominata Stay Away e con un nuovo testo), Sappy, Lithium, Here She Comes Now (cover dei Velvet Underground pubblicata sull'album tributo Heaven and Hell Volume 1), e Polly. I Nirvana pianificarono le registrazioni di ulteriori brani, ma Cobain sforzò troppo la voce cantando Lithium, costringendo i restanti componenti a fermare le sessioni. Il gruppo utilizzò quanto registrato come nastro demo da inviare alle varie etichette per cercare una nuova casa discografica. Tempo qualche mese, il nastro circolò nell'ambiente delle major, creando molta attesa attorno al gruppo.
Dopo aver firmato con la DGC, furono proposti svariati produttori per completare il lavoro, inclusi Scott Litt, David Briggs, e Don Dixon, ma i Nirvana restarono fedeli a Butch Vig e richiesero la sua presenza per finire l'album. A fronte di un budget di 65000 $, i Nirvana incisero Nevermind ai Sound City Studios di Van Nuys, California, nel maggio-giugno 1991. Prima delle sessioni effettive, i Nirvana inviarono a Vig alcuni nastri di prova con incise nuove canzoni composte nel frattempo, incluse Smells Like Teen Spirit e Come as You Are.
Quando il gruppo arrivò in California, i Nirvana fecero qualche prova in pre-produzione per lavorare agli arrangiamenti dei nuovi brani. L'unica traccia mantenuta dalle sessioni agli Smart Studios fu Polly, con ancora Chad Channing alla batteria. Iniziate le sedute, il gruppo lavorò dalle otto alle dieci ore al giorno in studio. Novoselic e Grohl finirono le loro parti di basso e batteria in pochi giorni, ma Cobain dovette lavorare di più alle sue parti di chitarra, alle sovraincisioni, al cantato e in particolare ai testi (che alle volte venivano ultimati poco tempo prima della registrazione). Vig raccontò un celebre aneddoto nel quale per convincere un riluttante Cobain a doppiare la propria parte vocale nel brano In Bloom, gli disse che "John Lennon doppiava la propria voce", e quindi Kurt, grande ammiratore di Lennon, acconsentì senza batter ciglio. Mentre le sessioni si avvicinavano alla conclusione, Vig riferì come Cobain diventasse con il passare del tempo sempre più difficile da trattare ed introverso: «era grandioso per un'ora, poi all'improvviso si sedeva in un angolo e non diceva più una parola per tutto il resto del tempo.»
Quando le sessioni di registrazione si conclusero, Vig e il gruppo iniziarono a lavorare al missaggio audio dell'album. Tuttavia, dopo pochi giorni, sia Vig che i membri dei Nirvana si dichiararono insoddisfatti di come si stava svolgendo il lavoro. Come risultato, decisero di comune accordo di chiamare qualcuno per completare il missaggio. La Geffen suggerì alcuni nomi, inclusi Scott Litt (conosciuto per il lavoro svolto con i R.E.M.) e Ed Stasium (collaboratore dei The Smithereens). Però, Cobain temeva che, lavorando con essi, il suono di Nevermind sarebbe stato troppo simile a quello di quei gruppi. Quindi, egli scelse di contattare Andy Wallace (che aveva co-prodotto l'album degli Slayer del 1990 Seasons in the Abyss) il cui nome compariva in fondo alla lista. Sia Wallace che Vig fecero notare anni dopo che al gruppo piacquero i missaggi approntati da Wallace. Dopo la pubblicazione dell'album però, i Nirvana si dichiararono insoddisfatti del suono "troppo pulito" dell'album, e Cobain arrivò a dire di "sentirsi imbarazzato" dalla produzione di Nevermind, più simile (secondo lui) a quella di un disco dei Mötley Crüe che a quella di un disco punk rock.

### Endless, Nameless
Uno dei brani registrati durante le sessioni fu una traccia fantasma intitolata Endless, Nameless. Programmato per essere inserito alla fine dell'album dopo Something in the Way, il brano venne accidentalmente lasciato fuori dal master finale delle prime copie dell'album. Così, quando l'errore venne allo scoperto erano già state stampate circa 2 000 copie del disco. Il gruppo scoprì l'omissione del brano dopo aver ascoltato la prima copia dell'album; Cobain chiamò l'etichetta chiedendo che l'errore venisse immediatamente corretto nelle successive stampe. Furono quindi aggiunti una decina di minuti di silenzio tra la fine di Something in the Way e l'inizio di Endless, Nameless, che apparve in tutte le successive copie di Nevermind.

## Stile musicale
Cobain, principale autore dei Nirvana, utilizzò sequenze di accordi ricorrendo principalmente a power chords e scrisse canzoni che combinavano orecchiabili melodie pop con riff di chitarra dissonanti e ritmi martellanti. La sua idea era quella di creare una sonorità per Nevermind che combinasse i The Knack e i Bay City Rollers insieme a Black Flag e Black Sabbath. Molte delle canzoni di Nevermind sono in possesso di forti alternanze dinamiche, con passaggi quieti e ritornelli urlati.
La rivista Guitar World scrisse: «il suono della chitarra di Kurt Cobain in Nevermind dei Nirvana stabilisce il tono di tutta la musica rock degli anni novanta.» In Nevermind, Cobain suona una Fender Mustang degli anni sessanta, una Fender Jaguar con pickups DiMarzio, e talvolta una Fender Stratocaster. Il chitarrista ricorre a due pedali in particolare: un distorsore BOSS e diversi chorus della Electro-Harmonix, questi ultimi utilizzati per generare un suono "subacqueo" in canzoni come Come as You Are e nei pre-cori di Smells Like Teen Spirit.

## Testi

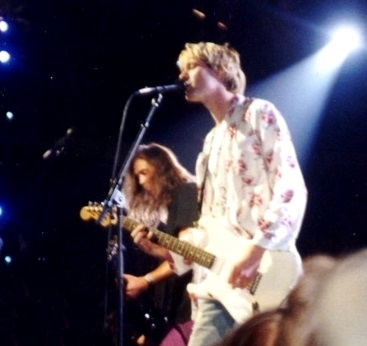
I Nirvana sul palco nel 1992

Grohl raccontò che Cobain era solito dirgli: «la musica viene per prima e i testi dopo», e quindi Grohl credette sempre che Kurt si focalizzasse soprattutto sulla melodia delle canzoni. Nondimeno, nel mezzo delle sessioni per Nevermind, Cobain fu costantemente occupato a rifinire i testi dei brani. In aggiunta, il cantato di Cobain sull'album è spesso di difficile decifrazione. Butch Vig affermò che «persino quando le parole del testo sono difficili da capire, si riesce comunque a percepire che sono intense.» In seguito Cobain si lamentò del fatto che i giornalisti musicali cercassero di decifrare i testi da lui cantati per estrarvi chissà quali contenuti reconditi, scrivendo: «perché diavolo i giornalisti insistono a venirsene fuori con interpretazioni freudiane di seconda mano parlando dei testi delle mie canzoni, quando il 90% del tempo lo passano a trascrivere le parole in maniera sbagliata?»
Lo scrittore Charles R. Cross affermò nella sua biografia di Kurt Cobain del 2001, Heavier Than Heaven, che molte delle canzoni scritte per Nevermind riguardavano la problematica relazione sentimentale del cantante con Tobi Vail, la sua ragazza dell'epoca. Quando il loro rapporto finì, Cobain iniziò a scrivere e disegnare scenari pieni di violenza, molti dei quali rispecchiavano il suo odio per sé stesso e per gli altri. I pezzi composti durante questo periodo sono meno violenti, ma riflettono ugualmente la rabbia presente nelle prime composizioni di Cobain. Cross scrisse: «Nei quattro mesi seguenti alla fine della loro relazione, Kurt scrisse una mezza dozzina delle sue canzoni più memorabili, tutte riguardanti Tobi Vail.» Drain You inizia con la strofa: «One baby to another said I'm lucky to have met you», frase che una volta la Vail aveva detto a Cobain, e continua con: «It is now my duty to completely drain you» riferendosi al potere che la ragazza esercitava su di lui nelle dinamiche del loro rapporto. Secondo Novoselic, "Lounge Act parla di Tobi", e la canzone contiene il verso «I'll arrest myself, I'll wear a shield», allusione al tatuaggio del logo della K Records che Cobain si era fatto sull'avambraccio per impressionare Tobi. Sebbene Lithium fosse stata scritta prima che Cobain conoscesse Tobi Vail, il testo del brano venne modificato proprio per contenere dei riferimenti alla ragazza. Diversa tematica tratta invece Polly che venne ispirata a Cobain dalla lettura di un articolo di giornale che parlava di una ragazzina di quattordici anni rapita, torturata, e violentata nel giugno 1987. Notevole il fatto che Cobain scelga di cantare il brano dal punto di vista dell'aguzzino e non della vittima. Something in the Way tratta del periodo in cui Kurt affermava di vivere sotto un ponte nei pressi del fiume Wishkah ad Aberdeen. Krist Novoselic in seguito affermerà che Kurt non aveva mai vissuto sotto un ponte, e che il cantante aveva solo voluto esagerare un po' la situazione. Stay Away s'intitolava in origine Pay to Play e con questo nome venne inizialmente incisa; anche il brano Breed si chiamava originariamente Imodium, dal nome di un diffuso farmaco contro la diarrea che Tad Doyle dei Tad utilizzò durante la tournée europea. In Territorial Pissings, il brano dalla sonorità più punk sull'album, Cobain è ormai stremato e privo di voce per l'incredibile sforzo emesso delle corde vocali tanto che gli ultimi versi della canzone risultano incomprensibili.

### Smells Like Teen Spirit
Riguardo alla canzone più celebre dell'album, Cobain iniziò a scrivere Smells Like Teen Spirit solo poche settimane prima dell'inizio delle registrazioni di Nevermind. La prima volta che presentò il brano agli altri membri del gruppo, era costituito solo dal riff principale e dalla melodia vocale del ritornello, che il bassista Krist Novoselic al tempo liquidò come "ridicola". Per tutta risposta, Cobain fece suonare al gruppo il riff per "un'ora e mezza". Nel 2001 Novoselic dichiarò che durante quella lunga sessione di prove pensò di rallentare il ritmo e iniziare a suonare la strofa mentre Dave Grohl lo accompagnava con la batteria. Il brano risulta quindi l'unico di Nevermind che accredita tutti e tre i membri del gruppo come autori.
Kurt Cobain trasse ispirazione per il titolo durante una notte dedicata all'alcol e al vandalismo in compagnia della sua amica, nonché cantante principale del gruppo riot grrrl Bikini Kill, Kathleen Hanna che tracciò sul muro della casa di Cobain con la vernice spray la scritta "Kurt smells like teen spirit" ("Kurt profuma di Teen Spirit") con l'intento di ridicolizzarlo. La frase si riferiva a un deodorante per adolescenti molto in voga all'epoca, il "Teen Spirit", che anche l'ex-ragazza, nonché membro dello stesso gruppo di Hanna, Tobi Vail utilizzava. Kurt, che ignorava l'esistenza del deodorante finché il singolo non raggiunse il successo, lo lesse invece come un apprezzamento riferito alla discussione a proposito di anarchia e punk rock che avevano avuto quella sera, concludendo che profumasse ancora di uno "spirito adolescenziale" e "rivoluzionario".

## Copertina
Il bambino nella copertina di Nevermind è Spencer Elden, fotografato all'età di 4 mesi, nudo, in una piscina di Pasadena, in California, dal fotografo Kirk Weddle, mentre sembra inseguire una banconota da un dollaro appesa ad un amo, elementi aggiunti in post-produzione; l'idea dell'immagine era venuta a Cobain dopo aver visto un documentario sul parto nell'acqua. I genitori, Renata e Rick Elden, ricevettero un compenso di 150/200 dollari. Il gruppo regalò poi al ragazzo il disco di platino dell'album in segno di riconoscenza.
Per impedire che la distribuzione dell'album fosse bloccata per via della censura, si pensò anche di preparare una versione alternativa della copertina cancellando con l'aerografo il pene del bambino. Kurt Cobain si oppose categoricamente alla censura della copertina chiarendo che l'unico compromesso che avrebbe potuto accettare sarebbe stato l'apporre un adesivo sulla stessa a copertura dei genitali del bambino, ma precisò anche che, secondo lui, «chi poteva sentirsi offeso dall'immagine del pene di un neonato, probabilmente doveva essere un pedofilo represso.»
Nel 2005, a 15 anni, Elden apparve in un documentario in DVD intitolato Classic Albums: Nirvana - Nevermind e in un'intervista del settembre 2006 rilasciata a NME espresse la sua ammirazione per i Nirvana e dichiarò di essere felice di aver fatto parte di quell'album. Nel 2008 Elden si è offerto nuovamente per rifare la fotografia dell'album che lo ha visto come protagonista quando aveva 4 mesi. È stato ritratto, questa volta in boxer, nella stessa piscina di allora. Elden si è anche tatuato la scritta "Nevermind" sul petto. Al trentesimo anniversario della pubblicazione dell'album, Elden ha intentato una causa da 150 mila dollari di danni contro le persone coinvolte nella realizzazione della copertina e del disco, tra cui Dave Grohl, Krist Novoselic, Courtney Love, il fotografo Weddle, il direttore artistico Robert Fisher, le persone che si occupano di gestire l’eredità di Cobain ed i rappresentanti delle etichette discografiche che hanno pubblicato e distribuito il disco; si sostiene che la copertina possa essere considerata un contenuto pedopornografico e che la sua immagine sia sfruttata sessualmente. Già in precedenza Elden aveva fatto causa, con esito negativo, alla Geffen, sostenendo di non avere ricevuto compensi per l'immagine.
La busta interna dell'LP originale mostra una foto di una scimmietta con legata sulla schiena della dinamite di fronte ad un collage creato da Cobain (la foto sarà usata come retrocopertina delle successive ristampe e del CD). Il collage di immagini contiene foto di pezzi di carne cruda prese da un dépliant di un supermercato, illustrazioni dell'Inferno dantesco, e fotografie di infezioni vaginali tratte dalla collezione personale di foto mediche di Cobain. Infine, come fatto notare dal cantante stesso: «Se guardate attentamente da vicino, c'è una foto dei Kiss in mezzo ai pezzi di carne sullo sfondo».
Le note interne dell'album non contengono i testi completi delle canzoni; ma solo qualche strofa presa a caso e frammenti di testo inutilizzati che Cobain arrangiò in forma di poesia. Tuttavia, il singolo di Lithium contiene invece tutti i testi di ogni traccia presente in Nevermind.

## Pubblicazione
Nevermind fu pubblicato negli Stati Uniti il 24 settembre 1991. I negozi di dischi statunitensi ricevettero inizialmente una fornitura di sole 46 251 copie, mentre nel Regno Unito arrivarono 35 000 copie in quanto il precedente Bleach era stato un successo. Il singolo Smells Like Teen Spirit venne immesso sul mercato il 10 settembre. Il gruppo intraprese un breve tour americano quattro giorni dopo l'uscita dell'album in supporto al lancio dello stesso.
Il disco debuttò nella classifica Billboard 200 alla posizione numero 144. Le vendite di Nevermind procedevano spedite, ma con il passare dei mesi iniziarono ad aumentare in maniera significativa grazie allo strepitoso successo riscosso da Smells Like Teen Spirit che diventava di giorno in giorno sempre più popolare. Fattore di non poco conto nel successo del singolo ebbe il video associato ad esso che venne trasmesso ad alta rotazione da MTV. Nel periodo nel quale il gruppo partì per il tour in Europa all'inizio del novembre 1991, Nevermind entrò per la prima volta nella Top 40 di Billboard salendo fino alla posizione numero 35. A questo punto, Smells Like Teen Spirit era ormai un successo conclamato di enorme proporzione e l'album iniziò a vendere oltre ogni aspettativa delle strategie di marketing della Geffen, cogliendo di sorpresa i vertici della compagnia. Nevermind divenne il primo album da numero 1 in classifica dei Nirvana l'11 gennaio 1992, spodestando Dangerous di Michael Jackson dalla vetta della Billboard 200. All'epoca, Nevermind vendeva circa 300 000 copie a settimana.
Nel Regno Unito si fermò solo al settimo posto della Official Albums Chart nel febbraio 1992, tuttavia in occasione della riedizione per il ventesimo anniversario il disco è rientrato in classifica ottenendo un più alto quinto posto.
Come as You Are venne pubblicato come secondo singolo estratto dall'album nel marzo 1992, rivelandosi un altro successo; il brano raggiunse il nono posto nella Official Singles Chart britannica e la numero 32 nella Billboard Hot 100. Altri due singoli, Lithium e In Bloom, furono estratti dall'album, e raggiunsero rispettivamente le posizioni numero 11 e 28 nella Official Singles Chart britannica.
Nel novembre 1991 Nevermind venne certificato disco d'oro e di platino dalla RIAA, e disco di diamante nel marzo 1999. Venne certificato disco di diamante in Canada (1 000 000 di copie vendute) dalla Music Canada nel marzo 2001 e due volte platino nel Regno Unito. Nel 1996, la Mobile Fidelity Sound Labs ristampò Nevermind in formato vinile come parte della serie ANADISQ 200, e come 24-carat gold Compact Disc. La versione CD includeva anche la traccia fantasma Endless, Nameless. In totale si stima che Nevermind nel 2008 avesse venduto più di 24 milioni di copie nel mondo.

## Accoglienza
| Recensione                    | Giudizio       |
| ----------------------------- | -------------- |
| AllMusic                      |                |
| Entertainment Weekly          | A              |
| Ondarock                      | Pietra miliare |
| Piero Scaruffi                |                |
| Robert Christgau              | A              |
| Rolling Stone                 |                |
| The Rolling Stone Album Guide |                |
| Sentireascoltare              |                |

La promozione sulla stampa da parte della Geffen in occasione dell'uscita di Nevermind fu inferiore rispetto agli standard delle etichette cosiddette "major". La pubblicità si concentrò soprattutto in riviste di settore e pubblicazioni varie distribuite nella zona di Seattle a livello locale. L'inaspettato buon riscontro da parte dei critici musicali convinse poi la Geffen ad incrementare gli sforzi promozionali per l'album.
Inizialmente, Nevermind non venne recensito da tutti, e molti giornali ignorarono il disco. Solo qualche mese dopo, a causa del successo planetario del singolo Smells Like Teen Spirit, i media si organizzarono per trattare con la dovuta attenzione il "fenomeno" generato dall'album. Tuttavia, a quel punto l'attenzione si spostò maggiormente sulla figura di Cobain piuttosto che sul disco stesso. Le recensioni iniziali furono comunque ampiamente positive. Karen Schoemer del The New York Times scrisse: «con Nevermind i Nirvana avranno sicuramente successo. Ci sono abbastanza tessiture intriganti, variazioni di tempo, frammenti strumentali e giochi di parole inventivi in grado di assicurare ore di intrattenimento. Nevermind è più sofisticato e professionale di quanto gruppi come Dinosaur Jr. e Mudhoney abbiano mai offerto.» Entertainment Weekly diede a Nevermind una "A", e il recensore David Browne arguì come in Nevermind, i Nirvana «non volessero apparire normali a tutti i costi» come invece facevano gli altri gruppi alternative contemporanei. Concludendo la sua recensione entusiastica dell'album su Melody Maker, Everett True scrisse che «quando i Nirvana fecero uscire Bleach tanti anni fa, si era già capito che avevano il potenziale per produrre un disco che avrebbe spazzato via ogni altro contendente.» Spin assegnò a Nevermind un giudizio favorevole dichiarando: «andrete avanti a canticchiare le canzoni dell'album per il resto delle vostre vite, o almeno fino a quando non si romperà il vostro lettore CD.» Select diede all'album quattro stellette su cinque paragonandolo ai lavori di Jane's Addiction, Sonic Youth, e Pixies.
Non tutte le critiche furono però ugualmente positive. Inizialmente Rolling Stone assegnò all'album tre stelle su cinque, salvo poi ricredersi in seguito dandogli il massimo punteggio. Il The Boston Globe si rivelò anche meno entusiasta; il recensore Steve Morse scrisse: «la maggior parte di Nevermind è costituita da generico punk-pop già rifatto da innumerevoli altri artisti partendo da Iggy Pop fino ad arrivare ai Red Hot Chili Peppers», ed aggiunse: «il gruppo ha molto poco o nulla da dire, e bisogna accontentarsi delle divagazioni idiote del cantante-paroliere Cobain.» Nevermind fu votato album dell'anno dal The Village Voice; mentre Smells Like Teen Spirit conquistò la palma di singolo dell'anno ed il premio per il miglior videoclip. Sullo stesso giornale, il critico Robert Christgau recensì Nevermind in maniera favorevole assegnandogli una "A".

## Tracce

### Edizione standard
1. Smells Like Teen Spirit – 5:02
2. In Bloom – 4:15
3. Come as You Are – 3:39
4. Breed – 3:04
5. Lithium – 4:17
6. Polly – 2:57
7. Territorial Pissings – 2:23
8. Drain You – 3:44
9. Lounge Act – 2:37
10. Stay Away – 3:33
11. On a Plain – 3:17
12. Something in the Way – 20:35 – dopo 10:05 minuti dal termine del brano (3:47–13:52) inizia la traccia fantasma Endless, Nameless

### Edizione ventesimo anniversario
Nel settembre del 2011, in occasione del ventesimo anniversario della pubblicazione, venne pubblicata un'edizione speciale dell'album, costituita da due dischi: il primo contiene le tracce dell'album originale e le b-side dei singoli estratti mentre il secondo disco contiene le sessioni agli Smart Studio, al Boombox e alla sede della BBC.
In contemporanea alla pubblicazione della Deluxe Edition uscì anche la "Super Deluxe Edition", contenente un terzo disco che racchiude i missaggi al Devonshire e un quarto con all'interno la performance dal vivo Live at the Paramount sia in versione audio che video. Inoltre contiene un DVD con le stesse tracce del Live at the Paramount con i videoclip dei singoli estratti dall'album.

#### Deluxe Edition
CD 1
- Original Album

1. Smells Like Teen Spirit – 5:02
2. In Bloom – 4:15
3. Come as You Are – 3:39
4. Breed – 3:04
5. Lithium – 4:17
6. Polly – 2:57
7. Territorial Pissings – 2:23
8. Drain You – 3:44
9. Lounge Act – 2:37
10. Stay Away – 3:32
11. On a Plain – 3:10
12. Something in the Way – 3:55 – contiene anche la traccia fantasma Endless, Nameless (6:44)

- B-sides

1. Even in His Youth – 3:04
2. Aneurysm – 4:46
3. Curmudgeon – 2:59
4. D-7 – 3:46
5. Been a Son – 2:31
6. School – 2:34
7. Drain You – 3:53
8. Sliver – 2:04
9. Polly – 2:47

CD 2
- The Smart Studio Sessions

1. In Bloom – 4:32
2. Immodium (Breed) – 3:15
3. Lithium – 4:32
4. Polly – 2:59
5. Pay to Play – 3:29
6. Here She Comes Now – 5:02
7. Dive – 3:56
8. Sappy – 3:37

- The Boombox Rehersals

1. Smells Like Teen Spirit – 5:40
2. Verse Chorus Verse – 3:15
3. Territorial Pissings – 2:12
4. Lounge Act – 2:38
5. Come as You Are – 4:13
6. Old Age – 4:22
7. Something in the Way – 5:31
8. On a Plain – 3:22

- BBC Sessions

1. Drain You – 4:04
2. Something in the Way – 3:24

#### Super Deluxe Edition
CD 3
- The Devonshire Mixes

1. Smells Like Teen Spirit – 5:02
2. In Bloom – 4:16
3. Come as You Are – 3:41
4. Breed – 3:04
5. Lithium – 4:18
6. Territorial Pissings – 2:14
7. Drain You – 3:41.
8. Lounge Act – 2:37
9. Stay Away – 3:28
10. On a Plain – 3:28
11. Something in the Way – 3:56

CD 4/DVD
- Live at the Paramount

1. Jesus Doesn't Want Me for a Sunbeam (The Vaselines cover) – 3:30
2. Aneurysm – 4:50
3. Drain You – 3:47
4. School – 2:52-
5. Floyd the Barber – 2:27
6. Smells Like Teen Spirit – 4:46
7. About a Girl – 3:13
8. Polly – 3:04
9. Breed – 3:11
10. Sliver – 2:11
11. Love Buzz (Shocking Blue cover) – 3:34
12. Lithium – 4:38
13. Been a Son – 2:16
14. Negative Creep – 2:44
15. On a Plain – 3:04
16. Blew – 4:09
17. Rape Me (Early Version) – 3:00
18. Territorial Pissings (Intro del brano Get Together, cantato da Krist Novoselic) – 2:56
19. Endless, Nameless – 6:25

DVD (Extras)
1. Smells Like Teen Spirit (Music Video)
2. Come as You Are (Music Video)
3. Lithium (Music Video)
4. In Bloom (Music Video)

## Formazione
Gruppo
- Kurt Cobain – voce, chitarra
- Chris Novoselic – basso, voce in Territorial Pissings
- David Grohl – batteria e percussioni (eccetto traccia 6), cori

Altri musicisti
- Chad Channing – piatti (traccia 6), batteria (Deluxe Edition CD2: tracce 1-8)
- Kirk Canning – violoncello (traccia 12)

## Classifiche

### Classifiche settimanali
| Classifica (1992-2021) | Posizione massima |
| ---------------------- | ----------------- |
| Australia              | 2                 |
| Austria                | 2                 |
| Belgio (Fiandre)       | 14                |
| Belgio (Vallonia)      | 7                 |
| Canada                 | 1                 |
| Danimarca              | 16                |
| Finlandia              | 1                 |
| Francia                | 1                 |
| Germania               | 3                 |
| Giappone               | 24                |
| Irlanda                | 5                 |
| Italia                 | 10                |
| Messico                | 43                |
| Norvegia               | 2                 |
| Nuova Zelanda          | 2                 |
| Paesi Bassi            | 3                 |
| Polonia                | 1                 |
| Portogallo             | 1                 |
| Regno Unito            | 5                 |
| Spagna                 | 2                 |
| Stati Uniti            | 1                 |
| Svezia                 | 1                 |
| Svizzera               | 2                 |
| Ungheria               | 12                |

### Classifiche di fine anno
| Classifica (1992) | Posizione |
| ----------------- | --------- |
| Australia         | 17        |
| Austria           | 11        |
| Francia           | 4         |
| Germania          | 7         |
| Italia            | 46        |
| Nuova Zelanda     | 8         |
| Regno Unito       | 22        |
| Stati Uniti       | 3         |
| Svizzera          | 10        |
| Classifica (1993) | Posizione |
| Regno Unito       | 99        |
| Classifica (1994) | Posizione |
| Paesi Bassi       | 55        |
| Regno Unito       | 80        |
| Stati Uniti       | 84        |
| Svezia            | 71        |
| Classifica (1995) | Posizione |
| Australia         | 35        |
| Stati Uniti       | 115       |
| Classifica (2020) | Posizione |
| Italia            | 94        |
| Classifica (2021) | Posizione |
| Austria           | 25        |
| Belgio (Fiandre)  | 46        |
| Belgio (Vallonia) | 68        |
| Germania          | 68        |
| Italia            | 61        |
| Nuova Zelanda     | 47        |
| Polonia           | 34        |
| Portogallo        | 13        |
| Regno Unito       | 72        |
| Classifica (2022) | Posizione |
| Australia         | 44        |
| Austria           | 26        |
| Belgio (Fiandre)  | 52        |
| Belgio (Vallonia) | 76        |
| Germania          | 39        |
| Islanda           | 36        |
| Lituania          | 38        |
| Paesi Bassi       | 42        |
| Regno Unito       | 58        |
| Svizzera          | 88        |
| Classifica (2023) | Posizione |
| Islanda           | 79        |
| Portogallo        | 38        |
| Ungheria          | 99        |
| Classifica (2024) | Posizione |
| Croazia           | 34        |
| Portogallo        | 67        |

### Classifiche di fine decennio
| Classifica (1990–1999) | Posizione |
| ---------------------- | --------- |
| Stati Uniti            | 32        |

## Eredità

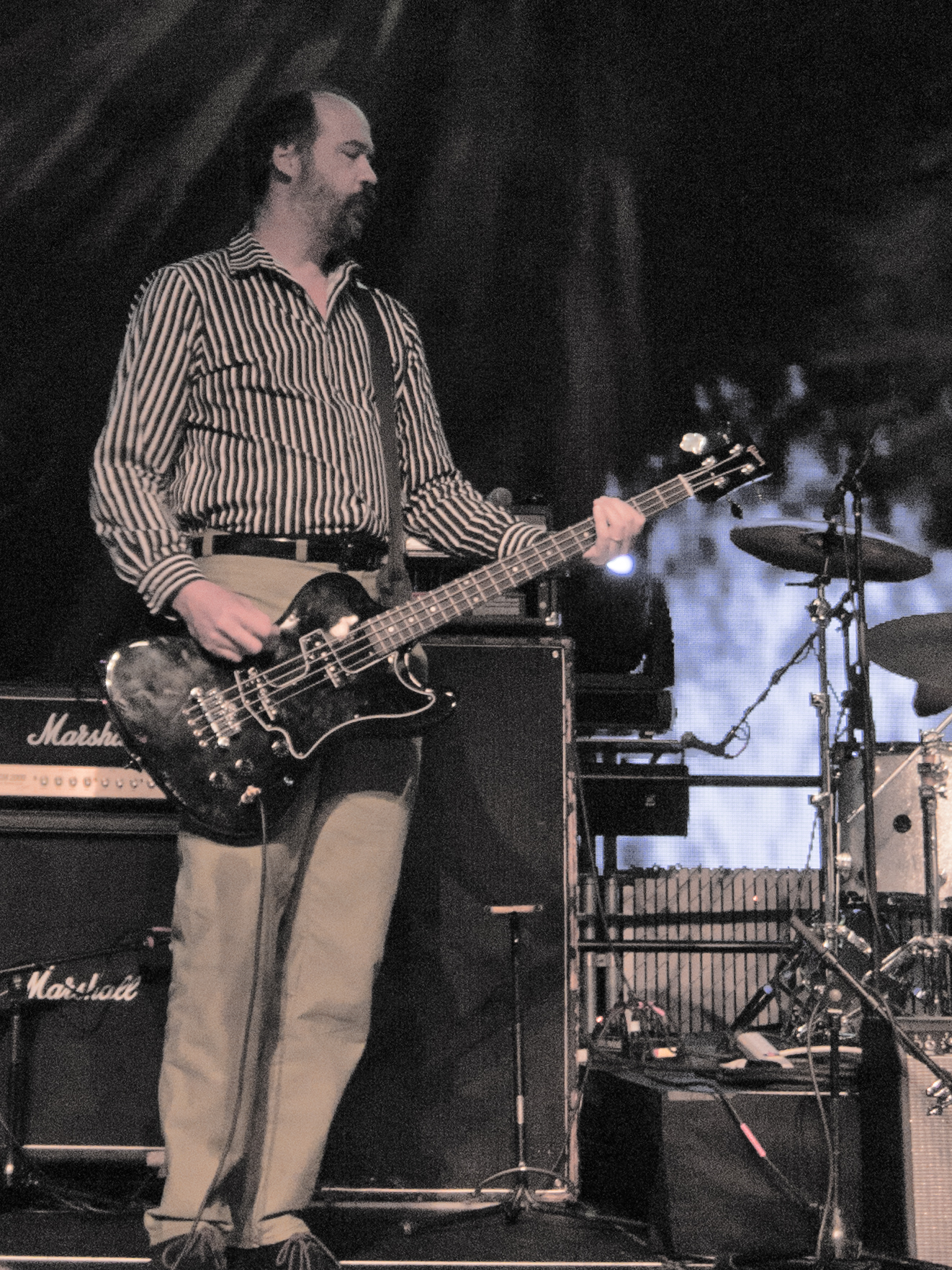
Krist Novoselic sul palco durante lo show del ventesimo anniversario di Nevermind nel 2011

Nevermind non solo rese popolare il movimento grunge di Seattle, ma inoltre sancì l'entrata definitiva del rock alternativo nel mainstream, stabilendo nuove logiche culturali e commerciali di massa. Il successo di Nevermind sorprese i colleghi contemporanei dei Nirvana, che si sentirono "ridimensionati" dal suo impatto. Nel 1992, Jon Pareles del The New York Times descrisse le conseguenze del clamoroso successo del disco che causò la corsa da parte delle case discografiche all'accaparramento di vari gruppi rock alternativo con la speranza di sfruttare la moda del momento e guadagnare enormi cifre in maniera veloce.
Michael Azerrad asserì nella sua biografia dei Nirvana Come as You Are: The Story of Nirvana (1993) quanto Nevermind si sia rivelato una svolta epocale nel ricambio generazionale dei consumatori di musica in modo simile a quanto successo negli anni cinquanta con l'esplosione del rock and roll. Azerrad scrisse: «Nevermind uscì proprio nel momento giusto. Questa era la musica, per, e su un'intera nuova generazione di giovani che erano stati precedentemente ignorati o emarginati.»
Con il passare del tempo Nevermind ha continuato a ricevere elogi da parte di critica e fan e il suo impatto culturale non è stato sminuito in alcun modo dagli anni trascorsi. Nel 1998 la rivista specializzata Alternative Press lo nominò il più grande album degli anni novanta. Nel 2003 il disco venne inserito alla posizione numero 17 nella lista dei 500 migliori album di sempre redatta dalla rivista Rolling Stone. La stessa rivista inoltre dichiarò Nevermind miglior album degli anni novanta, definendolo «il disco in grado di garantire ai posteri che gli anni novanta non facevano poi così schifo.»
Nel 2006 il Time inserì Nevermind, che la scrittrice Josh Tyrangiel definì "il miglior album degli anni novanta", nella sua lista dei "The All-TIME 100 Albums".
Per quanto concerne il versante opposto, Nevermind è stato votato come "l'album più sopravvalutato al mondo" in un sondaggio indotto dalla BBC nel 2005.